# Готель романтичних побачень
«Готель романтичних побачень» (фр. Hôtel Normandy) — французька романтична кінокомедія 2013 року.
Режисер: Шарль Немес
Актори: Ерік Елмосніно, Хелена Ногерра, Ері Абіттан, Фредерік Бель, Енн Жирар
В українському прокаті з 2 січня 2014 року.

## Синопсис

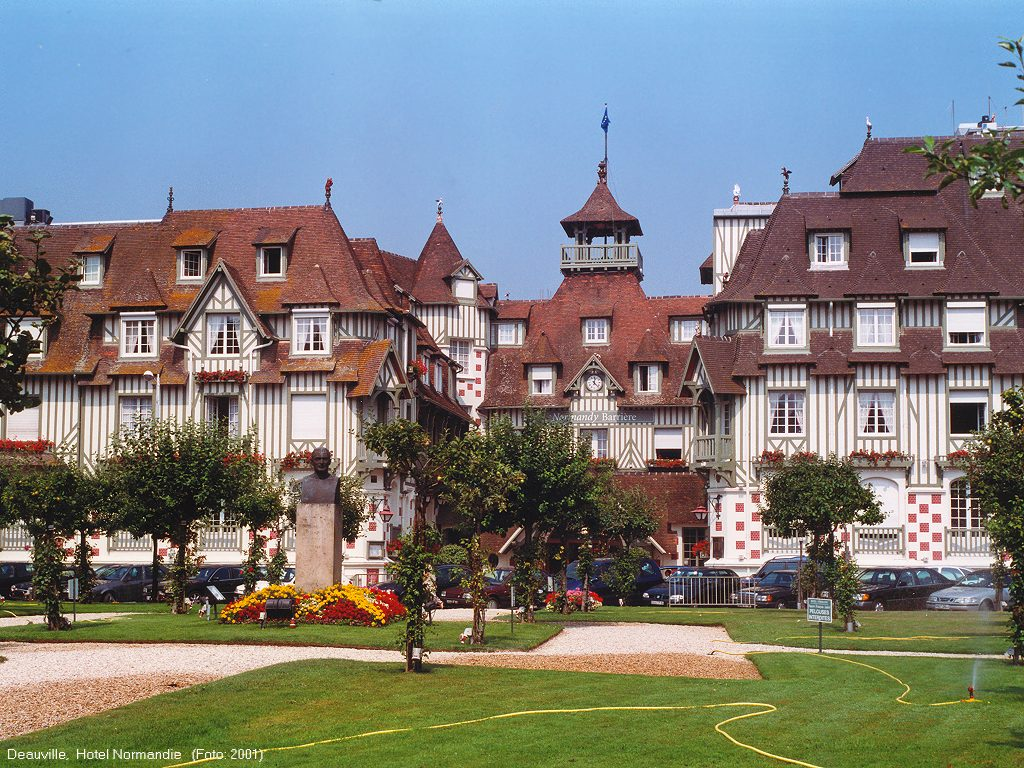
Готель «Normandy Barrière» у Довілі, місце зйомок

Сабель і Пенелопа в розпачі від того, що Аліса, їхня подруга і колега, наполягає на тому, щоб після вдівства залишитися самотньою. Вони пропонують їй провести вихідні в готелі «Нормандія» в Довілі та взяти участь у бієнале сучасного мистецтва.
Але вони не кажуть, що в подарунок входить чоловік, який має спокусити її лише на вихідні (завдяки інформації про смаки Аліси) і викликати в неї бажання зустрічатися з чоловіками знову і знову.
На бієнале Аліса зустрічає чоловіка, але це меланхолійний власник галереї, і вона закохується в нього. Він позичає їй на кілька годин картину, нібито нічого не варту, але оцінену в 50 000 євро, щоб зробити їй приємність. Вона розповідає про цю романтичну зустріч своїм друзям. Вони думають, що вона закохалася у фліртувальника, але кажуть їй, що чоловік тут лише на одну ніч і що завтра не настане.
У сльозах Аліса не йде на наступну зустріч, призначену власником галереї, не даючи йому жодного способу зв'язатися з нею і забрати «нікчемну» картину. Вона йде шукати розради з першим-ліпшим чоловіком, який виявився ніким іншим, як фліртером.
Далі починається низка непорозумінь, невдалих зустрічей і пошуків інших людей, навіть із залученням поліції, яка вважає, що має справу з викрадачкою картин.